# Буданов, Владимир Григорьевич
Влади́мир Григо́рьевич Буда́нов (р. 1955, Москва, СССР) — советский и российский физик, философ, кандидат физико-математических наук (1985), доцент (1987), доктор философских наук (2007). В 1995—2008 годах работал старшим научным сотрудником Сектора междисциплинарных проблем научно-технического развития в Институте философии РАН, c 2008 года является ведущим научным сотрудником этого сектора. Специалист в области теоретической физики, синергетики, философии науки, образования.

## Биография
В 1978 году окончил Физический факультет МГУ имени М. В. Ломоносова с отличием. В 1981 году после завершения обучения в аспирантуре теоретического отдела Института физики высоких энергий становится преподавателем кафедры физики МИИГА. В 1985 году защитил кандидатскую диссертацию по математическим основаниям квантовой теории, в 1987 году стал доцентом кафедры физики МИИГА.
С 1992 по 1995 год — ведущий научный сотрудник Российского центра физического образования при Физическом факультете МГУ. С 1995 года по настоящее время работает в Секторе междисциплинарных проблем научно-технического развития в Институте философии РАН, ведущий научный сотрудник. С 2007 года доктор философских наук (диссертация по методологии синергетики). Организатор и, по совместительству, первый заведующий кафедрой «Синергетика образования» в УдГУ (2001—2004). Профессор философского факультета МГУ и профессор кафедры организации социальных систем и антикризисного управления РАГС при президенте РФ. Один из авторов государственных программ (1994, 2000 гг.) по дисциплине «Концепции современного естествознания» для гуманитарных специальностей университетов. Более пятнадцати лет преподает эту дисциплину на философских факультетах МГУ, ГАУГН и в других вузах. С 2009 года — почётный гость и активный участник ежегодных Ефремовских чтений-фестиваля, проводимых в Москве.

## Научная деятельность
Автор более 150 научных работ, посвящённых: теоретической физике, преподаванию естествознания и синергетики гуманитариям, философии науки и методологии междисциплинарных исследований, синергетическому моделированию в гуманитарном знании. 

## Выступления на телевидении
В 2005—2006 годах работал с А. Гордоном в качестве научного руководителя телевизионной программы «Россия в 2030 году».

В. Г. Буданов был участником ток-шоу «Гордон» на телеканале НТВ. Темы: «Нелинейный мир» (25 сентября 2002 г.) Архивная копия от 23 июня 2007 на Wayback Machine, основания физики" (13 ноября 2003 г.) Архивная копия от 25 августа 2007 на Wayback Machine.